# Gemechu Dida
Gemechu Dida Diriba, né le 12 septembre 1999, est un athlète éthiopien spécialisé dans la course de fond. Il est médaillé d'argent aux Jeux africains de 2023 à Accra et aux Championnats d'Afrique d'Athlétisme 2024 à Douala. Il est le vainqueur de la Great Ethiopian Run en 2022 et également couronné de succès au Semi-marathon de Lille et à la KBC Night of Athletics en Belgique.

## Carrière

### Ses débuts
Ayant vu le jour le 12 septembre 1999, Gemechu Dida fait ses débuts à la Great Ethiopian Run 2017 à Addis-Abeba en Ethiopie. Il termine 6ème sur 10 kilomètres en 29min 21s pour le compte d'Adidas Development Group. Il court deux courses de 3000 mètres en salle en 2018. Il finit 5ème au Muller Glasgow Indoor Grand Prix le 25 février avec un temps de 7min 42s 14et 6ème aux Adidas Boost Boston Games avec un temps de 7min 52s 33.
Après sa performance de 13min 17s 47 sur 5000 mètres aux Fanny Blankers-Koen Games le 9 juin 2019, il réalise sa première expérience de championnat international lorsqu'il est sélectionné pour représenter l'Éthiopie aux Jeux africains de 2019. Lors de la finale des Jeux, Dida finit 10ème en 13min 46s 40 le 30 août 2019.
Après avoir enregistré seulement deux courses en 2020, Dida participe à sa première finale nationale en 2021. Il se classe 4ème sur 5000 mètres aux Championnats éthiopiens d'athlétisme, puis termine 10ème lors des essais olympiques séparés sur 5000 mètres deux mois plus tard à Hengelo aux Pays-Bas.

### Sa montée en puissance
Dida remporte la KBC Night of Athletics sur 5000 mètres en 2021 en 13min 14s 39 sous de fortes pluies, ce qui lui a valu le surnom de «seigneur et maître». Le 23 janvier 2022, Dida surpasse son compatriote, Getaneh Molla, vainqueur du marathon de Dubaï, pour remporter la Great Ethiopian Run. Son temps gagnant de 28 min 24s n'est que de cinq secondes plus lent que le record du parcours. Il remporte également la médaille de bronze à ses débuts au semi-marathon de Rome-Ostie en 59min 21s le 6 mars 2022. En 2023, il obtient la victoire et son meilleur temps sur 10 kilomètres lors du Semi-Marathon de Lille 2023 avec un record personnel de 27min 12s le 19 mars 2023. Et il remporte également le 10 km de l'Urban trail de Lille la même année le 18 novembre.

### Ses réalisations lors des événements majeurs africains
A l'occasion des 6èmes Championnats d'Afrique de Cross-country, Dida défend les couleurs de son pays en remportant en individuel la médaille de bronze lors du 10 kilomètres qu'il effectue en 28min 58s le 25 février 2024 à Hammamet. Le même jour, en cross par équipe, il obtient la médaille d'argent pour la nation éthiopienne derrière le Kenya. Lors des épreuves d'athlétisme aux Jeux africains de 2023, il remporte la médaille d'argent lors d'un duel avec son compatriote Nibret Melak. Il effectue ainsi les 10 000 mètres en 29min 45s 68 le 19 mars 2024 à Accra au Ghana. Au cours des Championnats d'Afrique d'Athlétisme 2024 au stade Japoma à Douala au Cameroun, le même scénario se répète pour les deux compétiteurs éthiopiens. A nouveau, Dida monte sur la deuxième place du podium derrière son compatriote Nibret Melak. Il réalise alors un chrono de 28min 52s 79 lors des 10 000 mètres qui lui vaut une nouvelle médaille d'argent le 22 juin 2024.

## Palmarès
| Année | Compétition                             | Lieu           | Résultat | Épreuve           | Temps          | Jour       |
| ----- | --------------------------------------- | -------------- | -------- | ----------------- | -------------- | ---------- |
| 2021  | KBC Night of Athletics                  | Heusden-Zolder | 1er      | 5000 m            | 13 min 14 s 39 | 3 juillet  |
| 2022  | Great Ethiopian Run                     | Addis-Abeba    | 1er      | 10 km             | 28 min 24 s    | 23 janvier |
| 2022  | Semi-marathon Rome-Ostie                | Rome           | 2e       | Semi-marathon     | 59 min 21 s    | 6 mars     |
| 2023  | Semi-marathon de Lille                  | Lille          | 1er      | 10 km             | 27 min 12 s    | 19 mars    |
| 2024  | Championnats d'Afrique de cross-country | Hammamet       | 3e       | Cross individuel  | 28 min 58 s    | 25 février |
| 2024  | Championnats d'Afrique de cross-country | Hammamet       | 2e       | Cross par équipes | 27 pts         | 25 février |
| 2024  | Jeux africains                          | Accra          | 2e       | 10 000 m          | 29 min 45 s 68 | 19 mars    |
| 2024  | Championnats d'Afrique d'Athlétisme     | Douala         | 2e       | 10 000 m          | 28 min 52 s 79 | 22 juin    |